# Mistrovství Evropy v rychlobruslení 2016
Mistrovství Evropy v rychlobruslení 2016 se konalo ve dnech 9. a 10. ledna 2016 v rychlobruslařské hale Minsk-Arena v běloruském Minsku. Jednalo se o 27. společné mistrovství Evropy a celkově o 41. evropský ženský šampionát a 110. mistrovství Evropy pro muže. Z předchozího šampionátu obhajovala titul Nizozemka Ireen Wüstová a její krajan Sven Kramer.
V Minsku získala pátý titul mistryně Evropy Češka Martina Sáblíková. Mezi muži poosmé vyhrál Nizozemec Sven Kramer.
Českou výpravu tvořily Martina Sáblíková a Nikola Zdráhalová.
| Program                                       | Program                                           |
| --------------------------------------------- | ------------------------------------------------- |
| 9. ledna                                      | 10. ledna                                         |
| 500 m ženy 500 m muži 3000 m ženy 5000 m muži | 1500 m ženy 1500 m muži 5000 m ženy 10 000 m muži |

## Muži
Mužského mistrovství Evropy se zúčastnilo celkem 24 závodníků z následujících zemí: Nizozemsko (3), Norsko (3), Polsko (3), Rusko (3), Itálie (2), Německo (2), Belgie (1), Bělorusko (1), Finsko (1), Lotyšsko (1), Maďarsko (1), Rakousko (1), Španělsko (1), Švýcarsko (1).
| Pořadí           | Jméno                 | Země       | 500 m       | 5000 m        | 1500 m        | 10 000 m      | Počet bodů |
| ---------------- | --------------------- | ---------- | ----------- | ------------- | ------------- | ------------- | ---------- |
| Zlatá medaile    | Sven Kramer           | Nizozemsko | 36,56 (4.)  | 6:19,17 (1.)  | 1:48,08 (5.)  | 13:11,98 (1.) | 150,102    |
| Stříbrná medaile | Bart Swings           | Belgie     | 36,73 (9.)  | 6:24,91 (3.)  | 1:46,41 (2.)  | 13:15,47 (2.) | 150,464    |
| Bronzová medaile | Jan Blokhuijsen       | Nizozemsko | 36,57 (5.)  | 6:22,36 (2.)  | 1:48,79 (9.)  | 13:22,14 (3.) | 151,176    |
| 4.               | Håvard Bøkko          | Norsko     | 36,63 (6.)  | 6:31,62 (4.)  | 1:48,87 (10.) | 13:35,21 (4.) | 152,842    |
| 5.               | Andrea Giovannini     | Itálie     | 36,87 (11.) | 6:32,22 (5.)  | 1:48,97 (12.) | 13:41,39 (5.) | 153,484    |
| 6.               | Haralds Silovs        | Lotyšsko   | 36,70 (7.)  | 6:33,83 (6.)  | 1:48,46 (6.)  | 13:53,25 (6.) | 153,898    |
| 7.               | Jan Szymański         | Polsko     | 37,21 (16.) | 6:34,43 (7.)  | 1:47,48 (3.)  | 13:57,27 (7.) | 154,342    |
| 8.               | Sindre Henriksen      | Norsko     | 36,71 (8.)  | 6:38,23 (10.) | 1:48,56 (7.)  | 14:16,64 (8.) | 155,551    |
| 9.               | Denis Juskov          | Rusko      | 36,23 (1.)  | 6:35,81 (8.)  | 1:45,18 (1.)  | —             | 110,871    |
| 10.              | Zbigniew Bródka       | Polsko     | 36,46 (2.)  | 6:42,80 (15.) | 1:48,05 (4.)  | —             | 112,756    |
| 11.              | Sergej Grjazcov       | Rusko      | 37,02 (14.) | 6:39,18 (12.) | 1:48,70 (8.)  | —             | 113,171    |
| 12.              | Vitalij Michajlov     | Bělorusko  | 36,88 (12.) | 6:38,56 (11.) | 1:49,98 (14.) | —             | 113,396    |
| 13.              | Sergej Trofimov       | Rusko      | 36,97 (13.) | 6:41,84 (14.) | 1:48,92 (11.) | —             | 113,460    |
| 14.              | Nicola Tumolero       | Itálie     | 37,19 (15.) | 6:36,40 (9.)  | 1:50,48 (15.) | —             | 113,656    |
| 15.              | Linus Heidegger       | Rakousko   | 37,23 (17.) | 6:43,13 (16.) | 1:50,49 (16.) | —             | 114,373    |
| 16.              | Konrád Nagy           | Maďarsko   | 36,48 (3.)  | 6:58,03 (20.) | 1:49,03 (13.) | —             | 114,626    |
| 17.              | Livio Wenger          | Švýcarsko  | 37,38 (18.) | 6:44,78 (17.) | 1:51,13 (17.) | —             | 114,901    |
| 18.              | Felix Maly            | Německo    | 38,76 (23.) | 6:46,08 (18.) | 1:55,24 (19.) | —             | 117,781    |
| 19.              | Inigo Vidondo         | Španělsko  | 38,25 (20.) | 6:58,59 (21.) | 1:53,62 (18.) | —             | 117,982    |
| 20.              | Tuomas Rahnasto       | Finsko     | 38,50 (22.) | 7:02,48 (22.) | 1:56,24 (20.) | —             | 119,494    |
| 21.              | Piotr Puszkarski      | Polsko     | 36,76 (10.) | 6:51,77 (19.) | DSQ           | —             | 77,937     |
| 22.              | Douwe de Vries        | Nizozemsko | 37,75 (19.) | 6:41,56 (13.) | WDR           | —             | 77,906     |
| 23.              | Sverre Lunde Pedersen | Norsko     | WDR         | WDR           | —             | —             | 0          |
| 24.              | Jonas Pflug           | Německo    | 38,37 (21.) | DNS           | —             | —             | 38,370     |

## Ženy
Ženského mistrovství Evropy se zúčastnilo celkem 17 závodnic z následujících zemí: Nizozemsko (3), Rusko (3), Bělorusko (2), Česko (2), Norsko (2), Polsko (2), Estonsko (1), Itálie (1), Německo (1).
| Pořadí           | Jméno                    | Země       | 500 m       | 3000 m        | 1500 m        | 5000 m       | Počet bodů |
| ---------------- | ------------------------ | ---------- | ----------- | ------------- | ------------- | ------------ | ---------- |
| Zlatá medaile    | Martina Sáblíková        | Česko      | 39,98 (4.)  | 4:03,79 (1.)  | 1:57,00 (1.)  | 6:58,44 (1.) | 161,455    |
| Stříbrná medaile | Ireen Wüstová            | Nizozemsko | 39,90 (3.)  | 4:07,32 (3.)  | 1:57,01 (2.)  | 7:10,65 (4.) | 163,188    |
| Bronzová medaile | Antoinette de Jongová    | Nizozemsko | 39,76 (2.)  | 4:09,00 (4.)  | 1:58,80 (4.)  | 7:11,83 (5.) | 164,043    |
| 4.               | Marije Jolingová         | Nizozemsko | 40,33 (6.)  | 4:07,14 (2.)  | 1:58,90 (5.)  | 7:10,10 (2.) | 164,163    |
| 5.               | Natalja Voroninová       | Rusko      | 40,46 (8.)  | 4:09,61 (5.)  | 2:01,46 (10.) | 7:10,19 (3.) | 165,566    |
| 6.               | Ida Njåtunová            | Norsko     | 39,74 (1.)  | 4:10,69 (6.)  | 1:58,51 (3.)  | 7:25,92 (7.) | 165,616    |
| 7.               | Olga Grafová             | Rusko      | 40,57 (11.) | 4:16,06 (8.)  | 1:59,00 (6.)  | 7:23,33 (6.) | 167,245    |
| 8.               | Francesca Lollobrigidová | Itálie     | 40,57 (11.) | 4:15,40 (7.)  | 2:01,90 (11.) | 7:38,11 (8.) | 169,580    |
| 9.               | Jelizaveta Kazelinová    | Rusko      | 40,18 (5.)  | 4:16,13 (9.)  | 2:00,02 (9.)  | —            | 122,874    |
| 10.              | Luiza Złotkowská         | Polsko     | 40,47 (9.)  | 4:16,68 (10.) | 1:59,40 (7.)  | —            | 123,050    |
| 11.              | Natalia Czerwonková      | Polsko     | 40,36 (7.)  | 4:18,20 (12.) | 1:59,57 (8.)  | —            | 123,249    |
| 12.              | Marina Zujevová          | Bělorusko  | 40,54 (10.) | 4:17,80 (11.) | 2:03,89 (14.) | —            | 124,802    |
| 13.              | Nikola Zdráhalová        | Česko      | 40,89 (14.) | 4:19,54 (13.) | 2:03,15 (12.) | —            | 125,196    |
| 14.              | Sofie Karoline Haugenová | Norsko     | 41,07 (15.) | 4:22,40 (14.) | 2:03,50 (13.) | —            | 125,969    |
| 15.              | Taťjana Michajlovová     | Bělorusko  | 40,63 (13.) | 4:29,60 (17.) | 2:04,10 (15.) | —            | 126,929    |
| 16.              | Leia Behlauová           | Německo    | 42,30 (16.) | 4:27,12 (16.) | 2:06,46 (16.) | —            | 128,973    |
| 17.              | Saskia Alusaluová        | Estonsko   | 43,09 (17.) | 4:24,31 (15.) | 2:07,49 (17.) | —            | 129,637    |